# Paolo Giglio
Paolo Giglio (La Valletta, 20 gennaio 1927 – La Valletta, 6 marzo 2016) è stato un arcivescovo cattolico maltese.

## Biografia
Paolo Giglio nacque a La Valletta il 20 gennaio 1927 da Angelo Giglio e Ludgarda, nata Borg.

### Formazione e ministero sacerdotale
Dopo gli studi presso il liceo e il seminario locale, conseguì la licenza in teologia e il dottorato in diritto canonico presso la Pontificia Università Gregoriana.
Il 12 aprile 1952 fu ordinato presbitero per l'arcidiocesi di Malta. Nel 1956 venne inviato a proseguire gli studi alla Pontificia accademia ecclesiastica a Roma, l'istituto che forma i diplomatici della Santa Sede. Nel 1958 entrò nel servizio diplomatico della Santa Sede. In seguito fu segretario presso le rappresentanze pontificie in Nicaragua dal 1958 al 1959, Argentina dal 1960 al 1962 e Iran dal 1963 al 1965; uditore presso le rappresentanze pontificie in Vietnam del Sud dal 1966 al 1968 e in Jugoslavia dal 1969 al 1970; consigliere presso le rappresentanze pontificie negli Stati Uniti d'America dal 1971 al 1972 e in Brasile dal 1973 al 1975; consigliere e vice capo missione in Francia dal 26 gennaio 1976  al 1977 e incaricato d'affari a Taiwan dal 12 luglio 1978.
Papa Paolo VI gli conferì i titoli di cameriere segreto soprannumerario il 21 giugno 1963, prelato d'onore di Sua Santità il 27 novembre 1971  e protonotario apostolico soprannumerario il 9 febbraio 1976.

### Ministero episcopale
Il 4 aprile 1986 papa Giovanni Paolo II lo nominò arcivescovo titolare di Tindari e nunzio apostolico in Nicaragua. Ricevette l'ordinazione episcopale l'8 giugno successivo nella concattedrale di San Giovanni a La Valletta dall'arcivescovo Pier Luigi Celata, nunzio apostolico a Malta, co-consacranti l'arcivescovo metropolita di Malta Joseph Mercieca e il vescovo di Gozo Nikol Joseph Cauchi.
Prima di concludere il suo servizio in Nicaragua, l'arcivescovo Giglio ricevette la più alta onorificenza dal governo del paese. Sulla sua esperienza in quel paese, disse che quando arrivò aveva trovato un governo completamente comunista e rivoluzionario. Affermò che quando il papa scelse di andare in Nicaragua non poté fare a meno di pensare molto alle grandi difficoltà che avrebbe dovuto affrontare. Ma capì subito che doveva trattare tutti con amore e rispetto e così come recita il suo episcopale, Super omnia caritas.
Il 25 marzo 1995 papa Giovanni Paolo II lo nominò nunzio apostolico in Egitto. L'8 febbraio 2000 lo stesso pontefice lo nominò anche delegato della Santa Sede presso l'Organizzazione degli Stati Arabi.
Sulla sua esperienza diplomatica in Egitto, ricordò che con una popolazione di 65 milioni di musulmani, i cristiani, soprattutto i cattolici, sono pochi. Disse che una volta, mentre camminava per una strada, vide un gruppo di bambini che gli lanciavano pietre e lo chiamavano "cane infedele" perché era cristiano. Proseguì dicendo che, nonostante tutto, aveva capito che la missione della Chiesa in Egitto, nonostante la grave minaccia dei fondamentalisti islamici, è che i suoi appartenenti nel modo in cui vivono, amino e testimonino Cristo e le verità della Chiesa cattolica.
In un'intervista concessa a Paul Saliba, allora direttore del giornale Leħen is-Sewwa, nel febbraio del 1999, alla domanda di come fosse riuscito a esercitare i suoi doveri e ad integrarsi in una così vasta varietà di ambienti e culture, monsignor Giglio rispose: "Vivere la vita di un diplomatico da un paese all'altro, in climi e lingue diverse, non è un compito facile. C'è bisogno di molte possibilità per adattarsi al luogo in cui ci si trova. Ecco perché devi tenere presente che questa è una missione alla quale Dio il Beato ti ha chiamato".
Il 5 febbraio 2002 papa Giovanni Paolo II accettò la sua rinuncia agli incarichi per raggiunti limiti di età.
Morì a La Valletta il 6 marzo 2016 all'età di 89 anni. Le esequie si tennero il 9 marzo alle 9:15 nella concattedrale di San Giovanni a La Valletta e furono presiedute da monsignor Paul Cremona, arcivescovo emerito di Malta.

## Genealogia episcopale e successione apostolica
La genealogia episcopale è:
- Cardinale Scipione Rebiba
- Cardinale Giulio Antonio Santori
- Cardinale Girolamo Bernerio, O.P.
- Arcivescovo Galeazzo Sanvitale
- Cardinale Ludovico Ludovisi
- Cardinale Luigi Caetani
- Cardinale Ulderico Carpegna
- Cardinale Paluzzo Paluzzi Altieri degli Albertoni
- Papa Benedetto XIII
- Papa Benedetto XIV
- Papa Clemente XIII
- Cardinale Enrico Benedetto Stuart
- Papa Leone XII
- Cardinale Chiarissimo Falconieri Mellini
- Cardinale Camillo Di Pietro
- Cardinale Mieczysław Halka Ledóchowski
- Cardinale Jan Maurycy Paweł Puzyna de Kosielsko
- Arcivescovo Józef Bilczewski
- Arcivescovo Bolesław Twardowski
- Arcivescovo Eugeniusz Baziak
- Papa Giovanni Paolo II
- Arcivescovo Pier Luigi Celata
- Arcivescovo Paolo Giglio

La successione apostolica è:
- Vescovo Giuseppe Bausardo, S.D.B. (2001)